# Kyathaghatta, Maddur
Kyathaghatta là một làng thuộc tehsil Maddur, huyện Mandya, bang Karnataka, Ấn Độ.